# 横浜市立釜利谷西小学校
横浜市立釜利谷西小学校（よこはましりつ かまりやにししょうがっこう）は、神奈川県横浜市金沢区釜利谷西四丁目にあった公立小学校。

## 交通
- 京浜急行電鉄金沢文庫駅駅前バスターミナル1番ポールから、横浜京急バス「野村住宅センター」行きで、途中「西小学校前」下車、徒歩3分。

## 沿革
- 1975年(昭和50年)9月1日 - 開校式
- 1976年(昭和51年)4月22日 - 創立記念日制定　校章制定
- 1977年(昭和52年)
  - 3月20日 - 第1回卒業証書授与式
  - 4月22日 - 校歌制定発表式典
- 1979年(昭和54年)4月23日 - 校旗披露式
- 1980年(昭和55年)10月13日 - 創立5周年記念式
- 1981年(昭和56年)4月5日 - 帰国子女教育実践推進校及び専任教諭配置校
- 1983年(昭和58年)4月5日 - 帰国児童教育実践推進校に指定される
- 1985年(昭和60年)10月17日 - 創立10周年記念式
- 1986年(昭和61年)4月5日 - 神奈川県帰国子女教育推薦研究校
- 1989年(平成元年)4月5日 - 文部省帰国子女教育研究協力校
- 1993年(平成5年)4月5日 - 親と子の体力づくり実践推進校
- 1995年(平成7年)12月2日 - 創立20周年記念式
- 1997年(平成9年)3月30日 - コミュニティハウス開始
- 2001年(平成13年)4月5日 - 国際理解教室実践推進校
- 2004年(平成16年4月1日 - 横浜市英語推進校区指定
- 2005年(平成17年)
  - 3月22日 - パイオニアスクール横浜(PSY)指定
  - 10月1日 - 横浜市通学区域特認校指定
  - 11月12日 - 創立30周年式典
- 2006年(平成18年)4月1日 - 文部科学省研究開発学校指定
- 2010年(平成22年)4月1日 - 西金沢中と共に、横浜市初の小中一貫校となる
- 2017年(平成29年)4月1日 - 横浜市立義務教育学校西金沢学園（横浜市立西金沢義務教育学校）へ移行[1]

## 学校教育目標
正しく・美しく・たくましく

## 主な学校行事
前期
- 4月 始業式・入学式・1年生を迎える会・開校記念日前日講話・家庭訪問
- 5月 学校説明会・PTA総会・授業参観・運動会
- 6月 山歩き遠足・歯科巡回指導・プール開き
- 7月 学校保健委員会・避難訓練・個人面談・足柄体験学習
- 夏休み 夏休み水泳学習・区水泳大会・市水泳大会
- 8月 水泳指導
- 9月 防災総合訓練・身体計測・メイフィールド来校
- 10月 前期終業式

後期
- 10月 後期始業式・地域交流スポーツ大会・区児童音楽会・交通安全教室
- 11月 市体育大会・就学時健康診断・修学旅行・避難訓練・釜西ふれあいフェスティバル
- 12月 歯科巡回指導・個人面談・校内作品展・音楽交歓会
- 冬休み
- 1月 書写展・身体計測・避難訓練・学校保健委員会・授業参観・給食週間・区球技大会
- 2月 マラソン大会・東京見学・就学時保護者説明会・学校説明会
- 3月 懇談会・音楽学習発表会・卒業生を送る週間・おめでとう集会・卒業証書授与式・大掃除・修了式

## 近隣の学校
- 横浜市立西金沢中学校（小中一貫教育推進校、WPS）
- 横浜市立釜利谷中学校
- 横浜市立釜利谷南小学校
- 横浜市立釜利谷東小学校
- 横浜市立金沢中学校